# چشمان حقیقت
«چشمان حقیقت» (به انگلیسی: The Eyes of Truth)، تک‌آهنگی محصول سال ۱۹۹۴، خلق‌شده به وسیلهٔ پروژهٔ موسیقی انیگما است. این تک‌آهنگ، یکی از چهار تک‌آهنگ آلبوم دوم انیگما، صلیب تغییرات بود.
مشابه ترانهٔ سال‌های تنهایی، این ترانه شامل نمونه‌هایی از موسیقی بومی مغولی و نیز نمونه‌هایی گرفته‌شده از آلبوم ترانه‌هایی از شهر پیروز اثر ان دادلی بود. این ترانه هم‌چنین شامل نمونه‌هایی از آهنگ «فرابنفش» یوتو، «Kiss That Frog» از پیتر گابریل و رؤیا دیدن در مدتی که تو می‌خوابی از جنسیس است.
در سال ۱۹۹۴، این ترانه به دلیل استفادهٔ هنرمندانه در تریلر فیلمهای ماتریس و نیز بوسه طولانی شب‌بخیر مشهور شد. تاکنون که این ترانه در تریلرهای زیادی استفاده شده، تاکنون نه در فیلم و نه در موسیقی متن فیلم قرار گرفته‌است.
برای فیلم ماتریس، این ترانه برای عرضهٔ تریلر تئاتری نمونه‌برداری شد. موسیقی منو اصلی دی‌وی‌دی ماتریس، «چشمان حقیقت» نیست، اما بسیاری از شنوندگان احساس می‌کنند که از نمونهٔ انیگما گرفته شده‌است.

## فهرست تک‌آهنگی
- «Radio Edit» - زمان: ۴:۳۶
- «Album Version» - زمان: ۷:۲۷
- «The Götterdämmerung Mix (هم‌چنین The Twilight Of The Gods)» - زمان: ۷:۱۷
- «Dub Version (با ویژگی ۱۴۰ bpm)» - زمان: ۵:۳۴